# 全国星空継続観察
全国星空継続観察（ぜんこくほしぞらけいぞくかんさつ）は、環境省が、1988年から毎年夏と冬に全国の一般市民に参加を募り行っていた事業のこと。平成25年3月末で休止した。肉眼や双眼鏡使用など誰にでもできる方法によって星空を観測し、参加者が光害や大気汚染などの環境問題への関心を持ってもらおうと始められた。
現在では星空観察の推進や、デジタルカメラで撮影した星空を送ってもらい光害や大気汚染状況を観測する企画が行われている。

## 夏の観測
肉眼による観察
高度が違うはくちょう座、たて座及びいて座の付近を観察し、天の川が見えるかどうかを確認する。
双眼鏡による観察
こと座の1等星ベガ付近の星でつくる三角形の中を観測して何等星まで見えたかを記録する。
星空の写真撮影
カメラを使用し、天頂部分の夜空をで撮影する。

## 冬の観測
肉眼による観察
高度が違うペルセウス座、ふたご座及びいっかくじゅう座の付近を観察し、天の川が見えるかどうかを確認する。
双眼鏡による観察
プレアデス星団（すばる）のラケット形の中を観測して何等星まで見えたかを記録する。
星空の写真撮影
カメラを使用し、天頂部分の夜空をで撮影する。

## 星の観測に適した場所
定点観測団体のほかに、一般参加団体による星空の写真撮影から「夜空の明るさ（暗さ）」を数値化し（数値が大きいほど夜空が暗い）、数値の高かった上位団体を星の観察に適した場所として発表していた。参加は任意であり、全国を網羅したものではなかったが、高い数値を記録した場所としては、東京都小笠原村小港海岸(平成22年度25.1)、島根県津和野町日原天文台（同年24.6）、沖縄県竹富町波照間星空観測タワー（平成20年度24.5）、福井県大野市福井県自然保護センター観察棟（同年24.4）、岩手県一関市きらら室根山天文台（平成19年度24.4）などがあり、平成19年度に23.7で参加団体中最高点だった長野県阿智村は環境省認定の「日本一の星空」をキャッチフレーズに観光事業に応用している。